# أوتليا قصيرة الأوراق
أوتليا قصيرة الأوراق (الاسم العلمي:Ottelia brevifolia) هي نوع غير مؤكد من النباتات يتبع جنس الأوتليا من الفصيلة الحب المائية.